# Tristaniopsis polyandra
Espèce
Synonymes
- Tristania polyandra Guillaumin[2]
- Tristania vieillardii var. grandiflora Bonati & Petitm.[2]

Statut de conservation UICN

 CR  : 
En danger critique
Tristaniopsis polyandra est une espèce de plantes à fleurs de la famille des Myrtaceae et au genre Tristaniopsis. C'est un arbre endémique en Nouvelle-Calédonie

## Distribution et habitat
Cette espèce se plaît dans les maquis arbustifs présents sur les pentes des montagnes environnantes des rivières Tontouta et Dumbéa (à proximité du barrage). Cet arbre vit sur ces sols de type rocheux, entre 50 et 200 m d'altitude. Il n'a pas encore été découvert dans d'autres lieux de la Grande Terre.

## Aspect
L'arbre adulte est de taille moyenne (10 m). Le tronc, mesurant entre 20 et 30 cm de diamètre, se distingue par une écorce originale dont les couleurs varient du blanc au rouge/pourpre. Cette écorce est lisse et ressemble à s'y méprendre à certaines espèces d'Eucalyptus.

## Feuilles, fleurs et fruits
Les feuilles sont coriaces, elles mesurent moins de 10 cm de long et sont ondulées à la marge. De plus, la pointe est systématiquement recourbée vers le bas.
Chaque inflorescence comprend jusqu'à 10 fleurs jaunes comprenant de nombreuses étamines. La floraison est observée en août (fin de l'hiver austral) et les fruits en janvier (été austral).